# Danska nogometna reprezentanca
Danska nogometna reprezentanca predstavlja Dansko na mednarodnih nogometnih tekmovanjih in je pod vodstvom Danske nogometne zveze. Sama reprezentanca obstaja od leta 1908.